# 富久山大橋
富久山大橋（ふくやまおおはし）は、福島県郡山市の阿武隈川に架かる国道288号富久山バイパスの道路橋である。

## 概要
- 全長：222.0m
  - 主径間：60.6m
- 幅員：7.0（11.9-13.13）m
- 形式：4径間鋼複合ラーメン鈑桁橋
- 竣工：2007年
- 施工：サクラダ・佐世保重工業共同事業体[1]

郡山市街地北東部の富久山町にて一級河川阿武隈川を渡る。西詰は富久山町福原字古舘、東詰は富久山町北小泉字砂田に位置する。東詰では福島県道73号二本松金屋線と取付道路部分を介して立体交差している。国道288号現道区間の狭隘・悪線形による渋滞解消と、郡山市街地と磐越自動車道郡山東インターチェンジとのアクセス改善のために事業化された富久山バイパスの主構造物として建設され、2010年2月13日に当橋梁を含む950mが暫定2車線で開通した。総工費は15億2400万円。橋台部分はすでに4車線分建設されており、2023年3月27日に4車線化された。現在バイパスの残区間が事業中である。
当橋梁では橋脚と橋桁の間に支承を介した構造ではなく、鋼製橋桁とコンクリート製橋脚を剛結した複合ラーメン構造を福島県内の橋梁で初めて採用している。これにより支承を削除したことで維持管理の負担が軽減され、大規模地震が発生した際の耐震性も向上した。

## 隣の橋
- 阿武隈川

（上流） - 逢隈橋 - 富久山大橋 - 新阿武隈川橋 - （下流）